# Corpus
Corpus — российское издательство, выпускающее научно-популярную, художественную литературу и документальную прозу. Основано в 2008 году. Является импринтом издательской группы «АСТ».

## История
Corpus основан в 2008 году как импринт издательской группы «АСТ» редакцией под руководством Сергея Пархоменко и Варвары Горностаевой, работавших до этого в издательствах «Иностранка» и «КоЛибри».
Первые книги вышли в сентябре 2009 года к Московской международной книжной ярмарке (ММКВЯ). На выставке Non/fiction того же года Corpus представил ставшую бестселлером книгу «Подстрочник: Жизнь Лилианны Лунгиной, рассказанная ею в фильме Олега Дормана». За полтора года было продано около 100 000 экземпляров этой книги, при первом тираже в 4000.
Разработкой типовых макетов для издательства Corpus, в том числе единого оформления обложек, занимался российский графический дизайнер и иллюстратор Андрей Бондаренко. Большинство книг издательства также вышло в его художественном оформлении. Высокий уровень дизайна изданий, которые выпускает Corpus, был отмечен американским еженедельником Publishers Weekly, посвящённым проблемам международного книжного рынка.
В 2019 году издательство было награждено Литературной премией имени Александра Беляева.